# Miguel Juárez Celman
Miguel Ángel Juárez Celman (Córdoba,   Confederación Argentina, 29 de septiembre de 1844 - Arrecifes, República Argentina, 14 de abril de 1909) fue un abogado y político argentino. Su carrera estuvo marcada por la influencia de su concuñado Julio Argentino Roca, que lo impulsó a la carrera legislativa. Fue un destacado impulsor de la separación de la Iglesia y el Estado, y un liberal de corte aristocrático, fomentando la educación pública y la inmigración.
Décimo presidente de la Nación desde el 12 de octubre de 1886, impulsó generosamente la obra pública, pero fue incapaz de mantener la estabilidad económica y debió hacer frente a la formación de un poderoso frente opositor bajo el liderazgo de Leandro N. Alem, que daría origen a la Unión Cívica. Luego del levantamiento en armas conocido como Revolución del Parque comandado por Alem, el expresidente Bartolomé Mitre y otros, y pese al éxito del gobierno en las armas, Juárez Celman debió dimitir y se retiró definitivamente de la vida política.

## Juventud
Hijo de José Marcos Juárez y Rosario Celman, nació y creció en Córdoba, donde estudió bajo los jesuitas en el Colegio Monserrat. Su hermano mayor era Marcos N. Juárez, quien también destacaría en la política provincial. Cursó estudios de leyes y se recibió de Abogado en 1869. En 1872 contrajo matrimonio con Benedicta Elisa Funes, hermana menor de Clara Funes de Roca. El 24 de marzo de 1874 obtuvo su doctorado.
Pertenecía a una familia aristocrática e ingresó tempranamente a la actividad política. Fue elegido diputado al apenas doctorarse, y desde el parlamento provincial encabezó el movimiento para la secularización de las instituciones educativas. Dos años más tarde fue elegido al Senado, y en 1877 designado presidente del cuerpo. Ejerció sólo brevemente la función, pues la muerte del gobernador Clímaco de la Peña llevó al gobierno a Antonio del Viso, quien lo nombró Ministro de Gobierno. Ocuparía el cargo hasta el final del mandato del Viso. Su actuación enérgica e informada le valió la postulación a la gobernación ese mismo año, y fue elegido por el Partido Autonomista Nacional, asumiendo el 17 de mayo de 1880.

## Gobernación
Era ya gobernador electo cuando los insurrectos porteños dirigidos por Carlos Tejedor y Lisandro Olmos, opuestos a la federalización de Buenos Aires, lo capturaron junto con del Viso. Logró salvarse, y una vez en posesión del cargo envió tropas en apoyo del recientemente electo presidente Julio A. Roca; junto con este y los demás integrantes de la Liga de Gobernadores, fundaría en los años siguientes el Partido Autonomista Nacional (PAN).
El autonomismo nacional hizo suya una concepción del progreso industrial y civil de corte comtiano, que casaba perfectamente con el ya entonces célebre anticlericalismo de Juárez Celman. Entre sus obras de gobierno en Córdoba se contaron el establecimiento del Registro Civil, la reglamentación de los entierros y del trazado urbano, la creación de escuelas y hospitales y la creación de colonias agrícolas en el interior de la provincia.
Su temperamento y estilo de gobierno destacaban a la par de sus realizaciones. La desconfianza por las iniciativas populares y el manejo privatista de la política se hicieron manifiestos en las constantes intervenciones directas del gobernador, su injerencia en la distribución del crédito y el recurso a la presencia del Ejército en caso de toparse con obstáculos.

### La Reforma constitucional de 1883: los municipios
El régimen municipal establecido en la Constitución provincial de Córdoba de 1855 no abandonó la estructura municipal vigente en los tiempos de la colonia. Por cada Departamento existía una administración municipal que, de esa manera, incluía en su jurisdicción más de un centro poblado. Años más tarde, en 1870 se introdujeron reformas en la Constitución ampliando las facultades de los municipios pero sin modificar las arcaicas estructuras vigentes. Fue recién en 1883 cuando, por encargo de Juárez Celman, el entonces rector del Colegio Nacional de Monserrat, doctor Filemón Posse, introdujo en el proyecto de reforma constitucional la supresión de los “Municipios departamentales” o “Corporaciones municipales”. Desde entonces las jurisdicciones municipales se vieron reducidas a los límites de su ciudad, villa o aldea.
Mediante la misma reforma constitucional, los poderes ejecutivos de los municipios cordobeses dejaron de ser organismos colegiados y fueron sustituidos por el cargo de intendente: función administrativa, unipersonal, electiva, cuyo mandato se fijó en tres años de duración. También para el mandato de los concejales, entonces llamados municipales, se estableció un período de tres años. El 11 de enero de 1883 se sancionaron las reformas constitucionales, siendo promulgadas mediante un decreto del gobernador Juárez Celman catorce días después. En octubre del mismo año se promulgó y reglamentó una nueva Ley de Municipalidades (N.º 924) autorizando la creación de nuevas municipalidades locales en todo aquel lugar donde un mínimo de treinta “vecinos contribuyentes” realizaran la pertinente solicitud.

## El presidencialismo

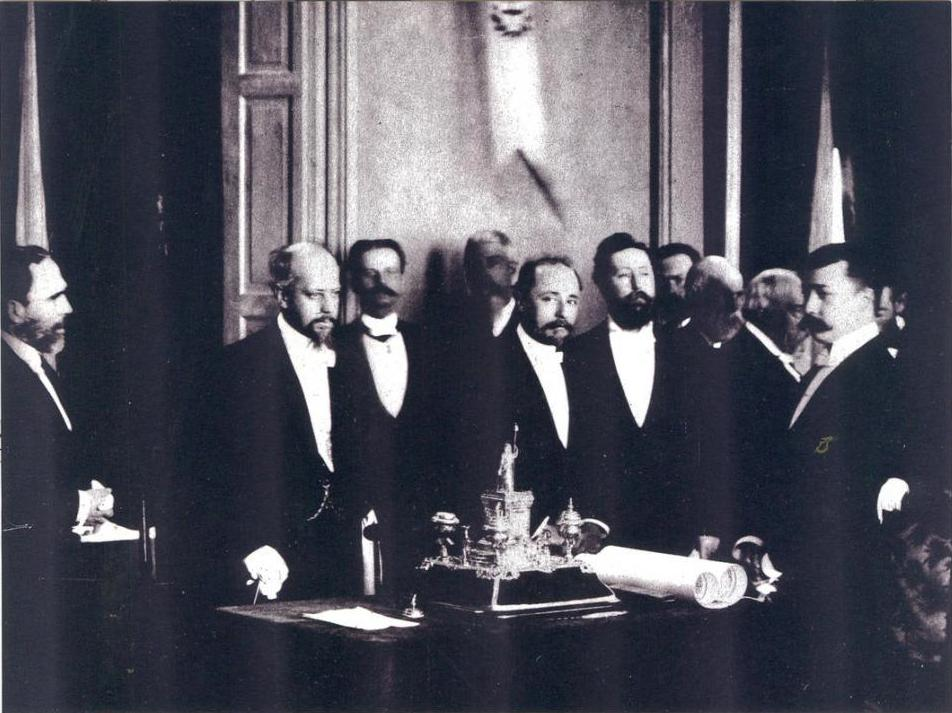
Juárez Celman a la derecha de Julio A. Roca. (Foto: AGNA)

Bajo la presidencia de Julio A. Roca, concuñado de Juárez Celman, se había consolidado el tiempo de un nuevo método político en la República Argentina: el presidencialismo. Al sistema del acuerdo de ministros y las juntas de notables de la época de Mitre, Sarmiento y Avellaneda, le siguió el manejo político de uno solo: el presidente. El presidencialismo surgió con el asentimiento general. Los partidos provinciales, que bien o mal disputaban los gobiernos de provincia, acabaron por someterse a los designios e influencia de un poder presidencial unipersonal, fuerte, dotado de atribuciones máximas, capaz de garantizar la estabilidad de los gobernadores contra las revoluciones locales. A la estabilidad de los partidos provinciales seguiría la estabilidad de los gobernadores, que ya no deben su cargo a juntas de notables locales sino solo al presidente.
La unificación y la centralización serán el método de gobierno dominante en las próximas décadas. Como expresara  Lucio V. Mansilla, Diputado por Buenos Aires, al votar por la intervención de la provincia de Tucumán el 1 de junio de 1887: "La bandera autonomista no es más que una invención... no es sino una especie  de espantapájaros aquello que se llama autonomía de las provincias... la Nación es lo primero, las provincias, los Estados como se dice, no son sino poquísima cosa".
De los tres poderes de la República, el menos poderoso en ese esquema institucional, era el Congreso. El Senado de la Nación Argentina constituía un refugio de expresidentes, exministros y exgobernadores que discutían con brillo, aunque sin eficacia, el alcance de los artículos Quinto y Sexto de la Constitución de 1853, o las atribuciones del Poder Ejecutivo para declarar por sí solo un estado de sitio que este no habría de levantar. La Cámara de Diputados de la Nación Argentina era una tribuna de entretenimiento, donde los "doctores de la ley", jóvenes abogados egresados en su mayoría de la Universidad Nacional de Córdoba, ensayaban teorías y ejecutaban sus dones oratorios sin mayores resultados prácticos.
La función de la Corte Suprema de Justicia de la Nación Argentina, integrada por políticos retirados, se asemejaba bastante a la judicatura romana. Su tarea principal era la aplicación de las reglas de juego del sistema político, el respeto por los poderes presidenciales y el cumplimiento estricto del Pacta sunt servanda en las relaciones civiles.
La única garantía constitucional válida y sólida era la libertad de prensa, la más valiosa de las libertades civiles, y órgano de expresión de la clase gobernante. En cada provincia y en la Capital misma de la Nación Argentina, cada partido o notable contaba con un medio periodístico a su alcance para promover su filosofía política dotada de verdad.

### Designación de senador nacional: La sucesión de Roca

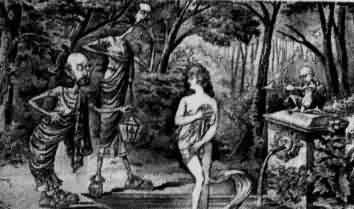
Sátira sobre la elección del sucesor de Roca: Juárez Celman (como Cupido) quiere flechar a la República, mientras Pellegrini y Roca la entretienen. El mosquito, 1886.

Desde su posición como gobernador de Córdoba, y motivado por su proximidad a Roca, Juárez Celman vislumbró la posibilidad de ser el candidato presidencial del Partido Autonomista Nacional en 1886 informándose a través de los diputados y senadores por Córdoba de los acontecimientos políticos, e intercambiando correspondencia privada con el presidente. Había serias dudas en torno a una candidatura de Juárez: su juventud, pues al dejar el cargo de gobernador contaba con 39 años; el desplazamiento político de su hombre de confianza, el exgobernador Antonio del Viso, reemplazado en el Ministerio del Interior por Bernardo de Irigoyen en febrero de 1882; y la decisión de Roca de impedir que un aliado político del gobernador cordobés, Luis G. Pinto, alcanzara la gobernación de Santiago del Estero.
Sin mayores expectativas, el 17 de mayo de 1883 Juárez Celman entregó el mando provincial a su sucesor Gregorio Gavier, también autonomista, y rápidamente la Asamblea Legislativa lo designó senador de conformidad al Artículo 46 de la Constitución de 1853. El 31 de julio se incorporó a la Cámara de Senadores de la Nación Argentina, donde continuó adoptando posiciones anticlericales, ya exhibidas durante su etapa de gobernador. Desde allí, en defensa de procedimientos electorales discutibles llegaría a opinar que "consultar al pueblo siempre es errar, pues éste únicamente tiene opiniones turbias".
Sin embargo, Julio A. Roca, impulsado por el deseo de volver a ocupar el sillón de Rivadavia y creído en la amistad y lealtad probadas de Juárez, su concuñado, favoreció la candidatura del cordobés para la sucesión presidencial. Juárez Celman se presentó a las elecciones presidenciales del 11 de abril de 1886, en las que obtuvo el triunfo, no sin acusaciones de fraude electoral (una práctica por lo demás frecuente por parte del PAN). Lo acompañó en la fórmula Carlos Pellegrini, exministro de Guerra de Roca, que había abogado por su candidatura desde las páginas del diario Sud América.

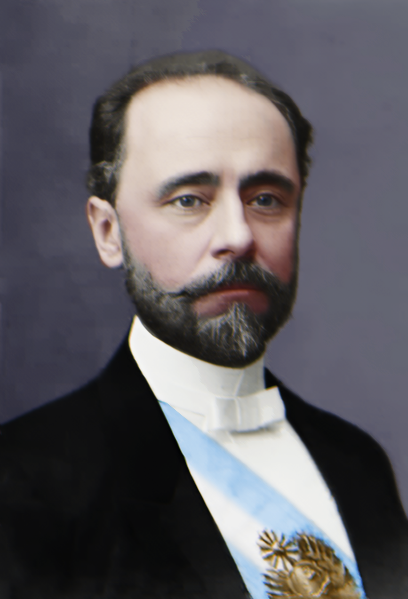
Celman retratado con la banda presidencial.

## Presidencia

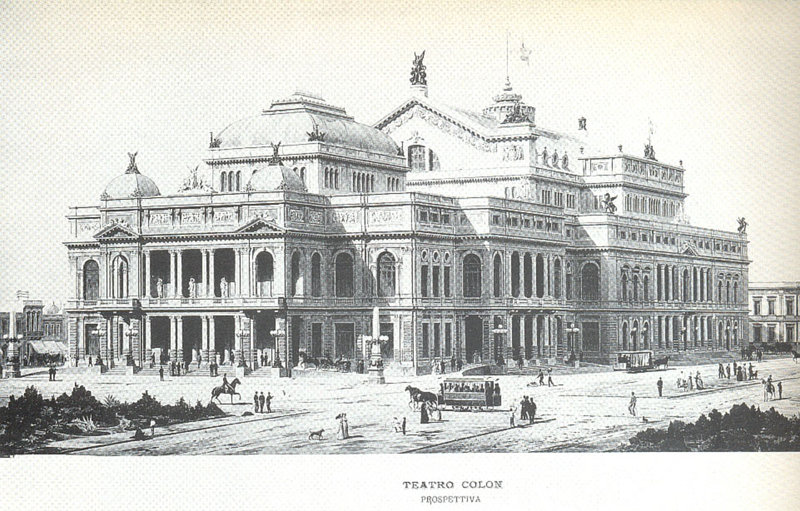
Proyecto original del Teatro Colón (1886).

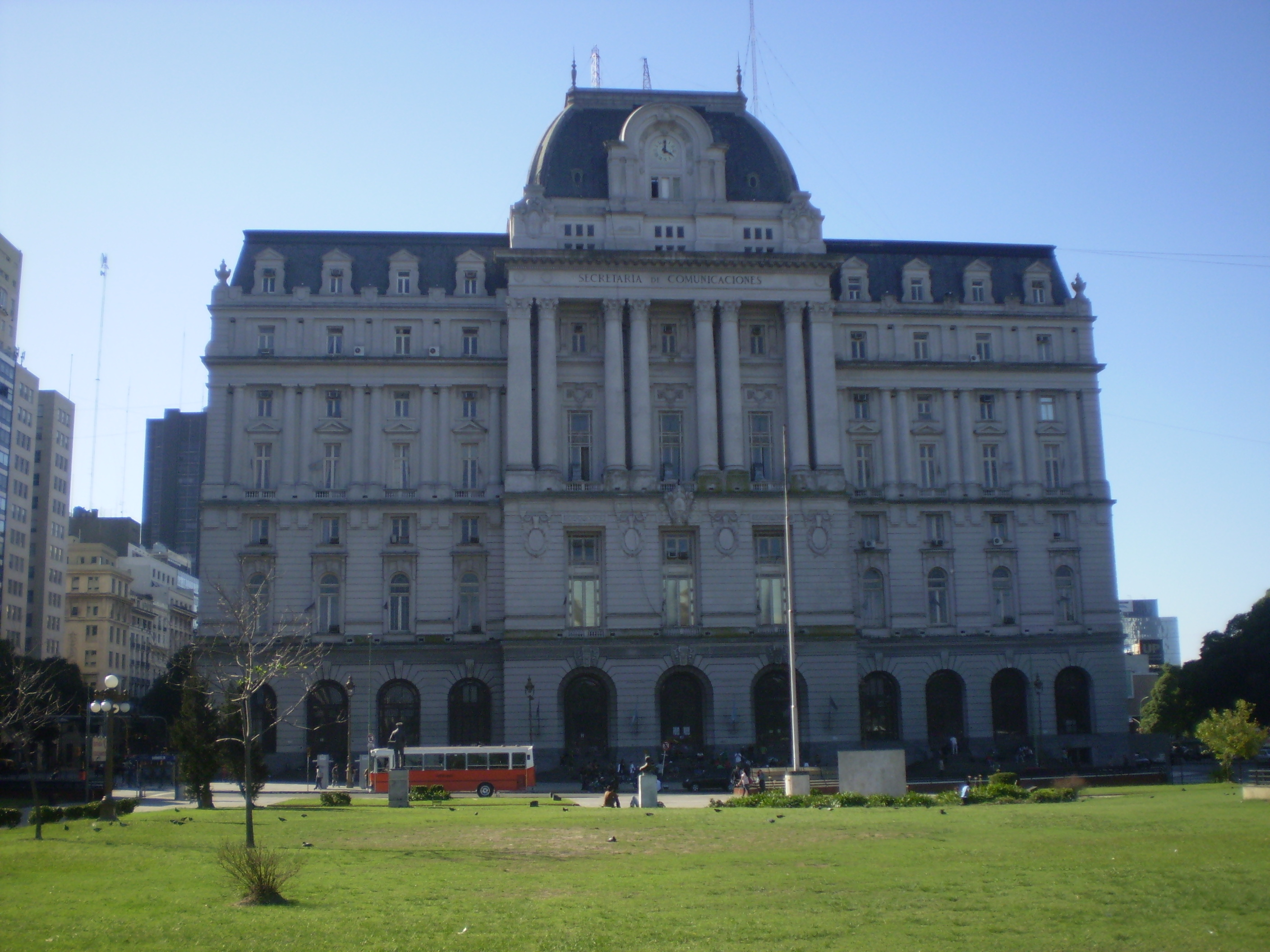
Correo Central, proyectado en 1888 y terminado en 1928.

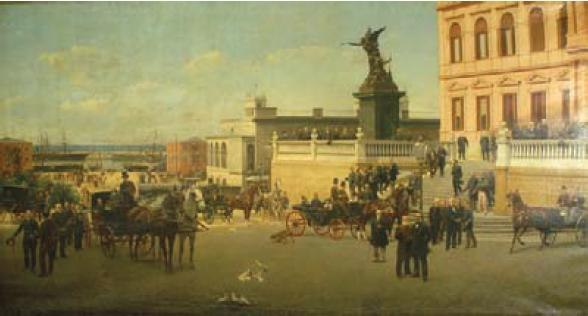
Inauguración del Puerto Madero (1889).

El 12 de octubre asumió la presidencia; en su discurso inaugural anunció su ideario liberal, que incluía la promoción de la educación, de la inmigración europea —con la que pretendía revertir la "inferioridad" de la sangre nativa— y de la empresa privada. Su énfasis en el papel de los individuos contrastaba, sin embargo, marcadamente con su estilo de gobierno; habituado a la dirección autocrática de los asuntos públicos, rápidamente entró en conflicto con Roca, quien aspiraba a mantener su influencia sobre el gobierno y el Partido Autonomista Nacional.

### El Unicato

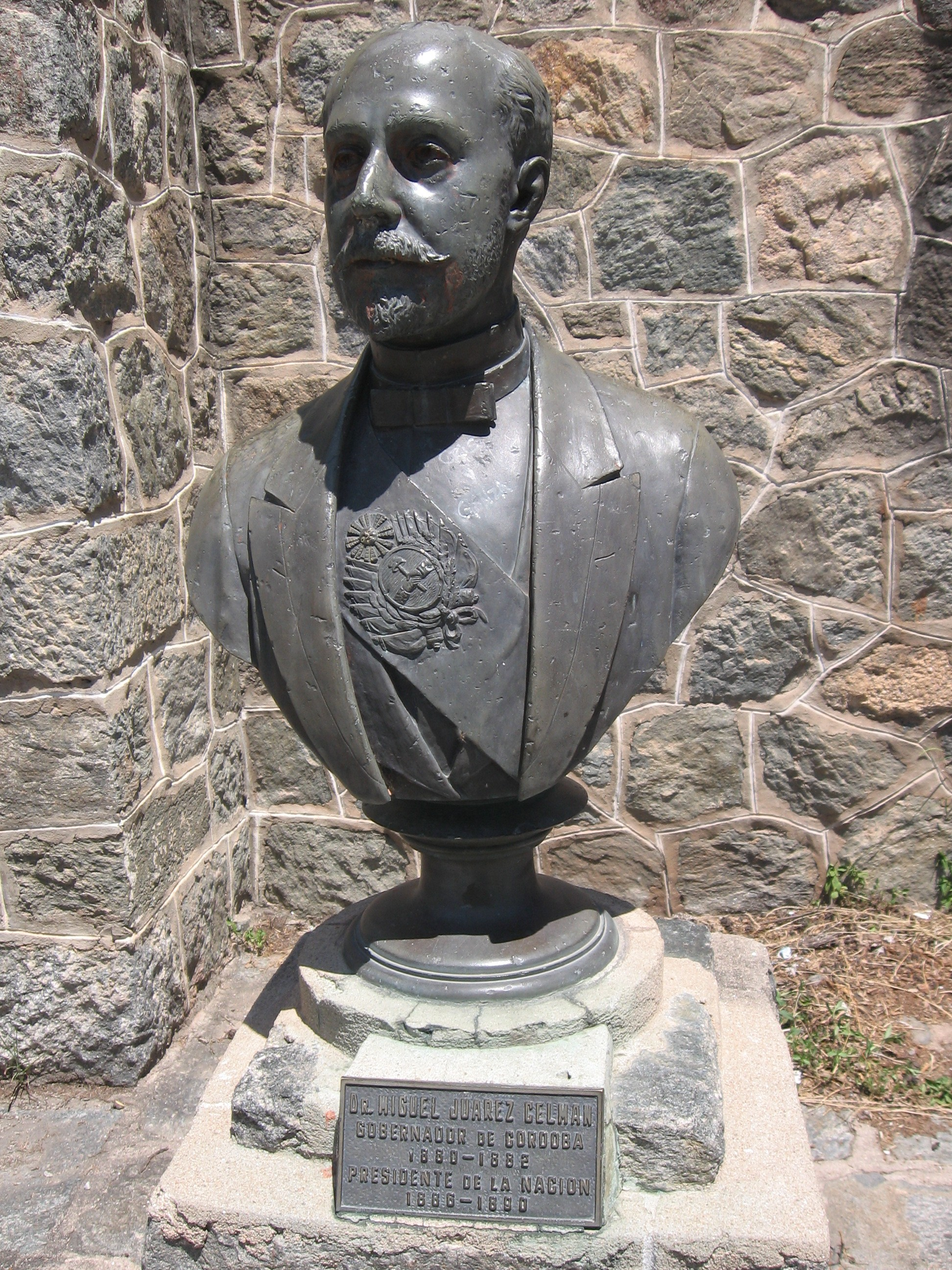
Busto de Miguel Juárez Celman, junto al Dique San Roque en la Provincia de Córdoba.

Desde el primer momento, su administración se caracterizó por una exacerbación del presidencialismo.  La enorme concentración del poder político en su persona y en funcionarios directamente designados desde la presidencia, le valieron a su gobierno el mote de Unicato. Se refería a su pretensión de concentrar todo el poder político y público en el presidente, en tanto que Jefe Único de la Nación y del Partido Autonomista Nacional.
Bajo el gobierno negociador de Roca, las críticas a la escasa disposición del gobierno a gobernar democráticamente habían arreciado desde varios grupos dispersos. La pretensión de Juárez Celman de eliminar las disidencias internas haciéndose nombrar Jefe Único del PAN favoreció la reunión de diversos grupos, que tomaron una postura cada vez más crítica de las formas políticas del Unicato, tanto en la prensa como en manifestaciones callejeras. Desde el punto de vista de estos críticos, la política del Unicato había llevado a un masivo desinterés de la población sobre los asuntos políticos; la población, tranquila en cuanto al ilimitado progreso económico que parecía vislumbrarse, no se interesaba en quien gobernaba, ni mucho menos en los medios que utilizara para gobernar.
No obstante, la oposición no terminaría de aglutinarse en ningún movimiento político nuevo hasta que la crisis económica terminara con la sensación general de bienestar.

### Gestión de gobierno
Juárez Celman promovió la obra pública, en especial en Buenos Aires, con la intención de asemejarla a las capitales europeas que tomaba como referencia. Ordenó la construcción de edificios de gobierno como el Correo Central (terminado recién en 1928), del Teatro Colón, de numerosas escuelas y de infraestructura sanitaria, la reforma del puerto de Buenos Aires de acuerdo al proyecto de Eduardo Madero. .Dada la ausencia de una oposición organizada, la política partidaria de toda la década se baso en el unicaro.
Para mantener el control sobre el P.A.N. y sobre la política nacional, el general Roca y luego Juárez Celman, apelaron a una diversidad de instrumentos, tanto institucionales como discrecionales, incluyendo la intervención federal, el fraude electoral, el estratégico emplazamiento de los batallones del ejército nacional, y la injerencia personal del presidente en los conflictos provinciales.
El 10 de abril de 1888, el presidente creó una unidad de telegrafistas en el Ejército. En 1897 fueron movilizadas unidades de la Guardia Nacional en previsión de un conflicto con Chile y, para ese entonces, esa milicia contaba con un regimiento de ingenieros que recibió instrucción específica en telegrafía de campaña.
El estímulo a la inmigración fue también importante, incluyendo la gratuidad de los pasajes y la entrega de tierras a los colonos, muchas de ellas arrebatadas a los nativos en la Campaña del Desierto de su antecesor Roca. Se impulsó también una gran reforma jurídica, incluyendo la organización procesal de los Tribunales, el establecimiento de un Registro de la Propiedad, la sanción de la Ley de Matrimonio Civil y de códigos de Minería, Penal y de Comercio.
El ministro de Justicia e Instrucción Pública Filemón Posse impulsó la sanción de los primeros Códigos Penal y de Minería de la Nación, así como la creación del Registro de la Propiedad. Además, continuó la política de consolidación del sistema educativo de Roca, con un notable crecimiento de la educación preescolar, la homogeneización pedagógica y curricular, el combate a la religión en las escuelas públicas y las primeras leyes de jubilación de maestros.
Se firmó un acuerdo preliminar con Bolivia, que fijaba provisionalmente el límite en el paralelo 22° sur hasta el río Pilcomayo.
El impulso aparente hacia un régimen legalista se vio contrastado con las acusaciones de corrupción que cundieron contra su gobierno, basadas sobre todo en la concesión de obras a personas de su círculo íntimo, la especulación inmobiliaria y financiera de los miembros del gobierno y el exceso del gasto público.

### Crisis económica

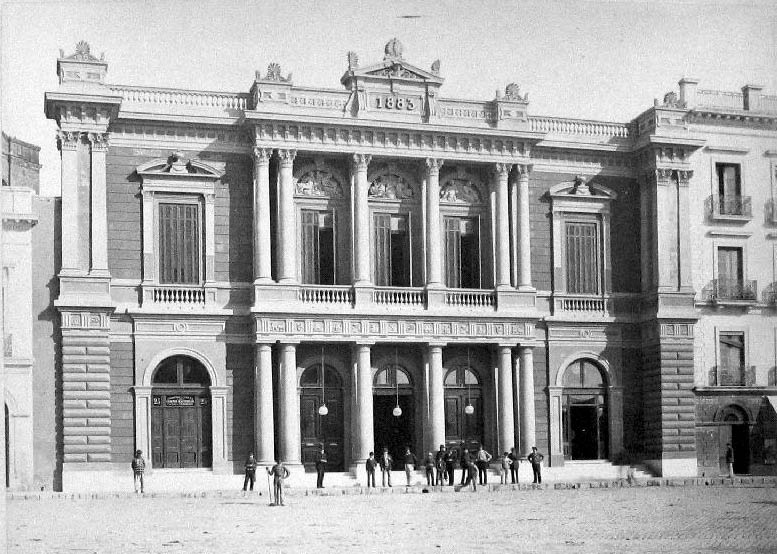
La especulación diaria en la Bolsa de Comercio de Buenos Aires causó una crisis económica en 1890, que a su vez generó una grave crisis política.

Continuando en gran medida con el auge de la especulación comercial y bursátil de su antecesor, Juárez Celman aceleró el proceso por medio de una activa política privatista. Concedió la construcción  de decenas de ramales de ferrocarril. En particular resultó llamativa la privatización de la empresa estatal más exitosa de la historia argentina hasta entonces, el Ferrocarril Oeste de Buenos Aires, cuya venta se justificó justamente sobre la base de su superávit operativo y financiero. Esta acción le valió acerbas críticas del senador Aristóbulo del Valle, que señalaba que de ese modo se sometían los recursos públicos al interés del capital privado, y lamentaba que se hubiera garantizado las ganancias de las empresas compradoras con fondos estatales.
El resultado inmediato de la enajenación de los medios públicos de producción y el ruinoso gasto fue una marcada inestabilidad financiera. Pero mientras siguiera ingresando capital externo al sistema, este se sostenía y crecía a niveles inauditos: entre 1886 y 1890, la economía nacional creció un sorprendente 44 %. Durante la década del 80, el 40 % de todos los capitales británicos invertidos en el exterior fueron invertidos en la Argentina. La mayor parte de las inversiones externas fueron destinadas a financiar la red de ferrocarriles, que sumó otros 3800 km, rozando los 10 000 km de extensión total. Además de los ferrocarriles, hubo también grandes inversiones en puertos, entre ellos los de Bahía Blanca, Rosario, La Plata y en Buenos Aires se inició la construcción de Puerto Madero.
Los productores ganaderos estaban en pleno auge económico, con la extensión de sistemas productivos algo más modernos –el alambrado se había extendido por todo el país, y llegaban los primeros molinos de viento para agua– y con la incorporación de terrenos recientemente ganados al territorio indígena. Las exportaciones se diversificaron un tanto, con las exportaciones de lana, carne congelada —el primer frigorífico se había instalado en 1881— y los cereales, cuya participación en las exportaciones a fines de la década llegaron al 16 % del valor total.
Sancionó la Ley de Bancos Garantidos, que permitía establecer bancos provinciales y privados habilitados para emitir moneda. El resultado, combinado con la irresponsabilidad fiscal del gobierno, fue una escalada especulativa y de emisión descontrolada que llevó a su vez a un endeudamiento crónico de los bancos y al aumento de los costos financieros. El estado Nacional, los estados Provinciales y las bancas privadas se endeudaron rápidamente, mientras una fuerte corriente de ingresos de divisas, especialmente desde Gran Bretaña, alimentaba la burbuja especulativa. En la Bolsa de Comercio de Buenos Aires, fundada en 1885, 4000 operadores de bolsa especulaban con toda clase de papeles públicos y privados, que cada vez tenían menos respaldo.
La situación financiera comenzó a entrar en crisis a finales de 1888, cuando quebró el Banco Constructor de La Plata que con él se llevó la vida de su presidente y fundador Carlos Mauricio Schweitzer. En una rápida sucesión, varias instituciones financieras debieron afrontar crisis de pagos, llevando casi a la quiebra a varios bancos extranjeros; cuando la banca Baring Brothers asumió sus errores al invertir en la burbuja especulativa en que se había convertido la Argentina, la llegada de capitales exteriores cesó por completo, iniciándose la fase más crítica de la crisis financiera de 1890.
Poco después, el Estado Argentino entró en cesación de pagos y repudió las deudas contraídas por los Bancos Garantidos y las provincias, con lo que de hecho se declaró en bancarrota, de la cual solamente saldría varios años más tarde.

### La Revolución de 1890

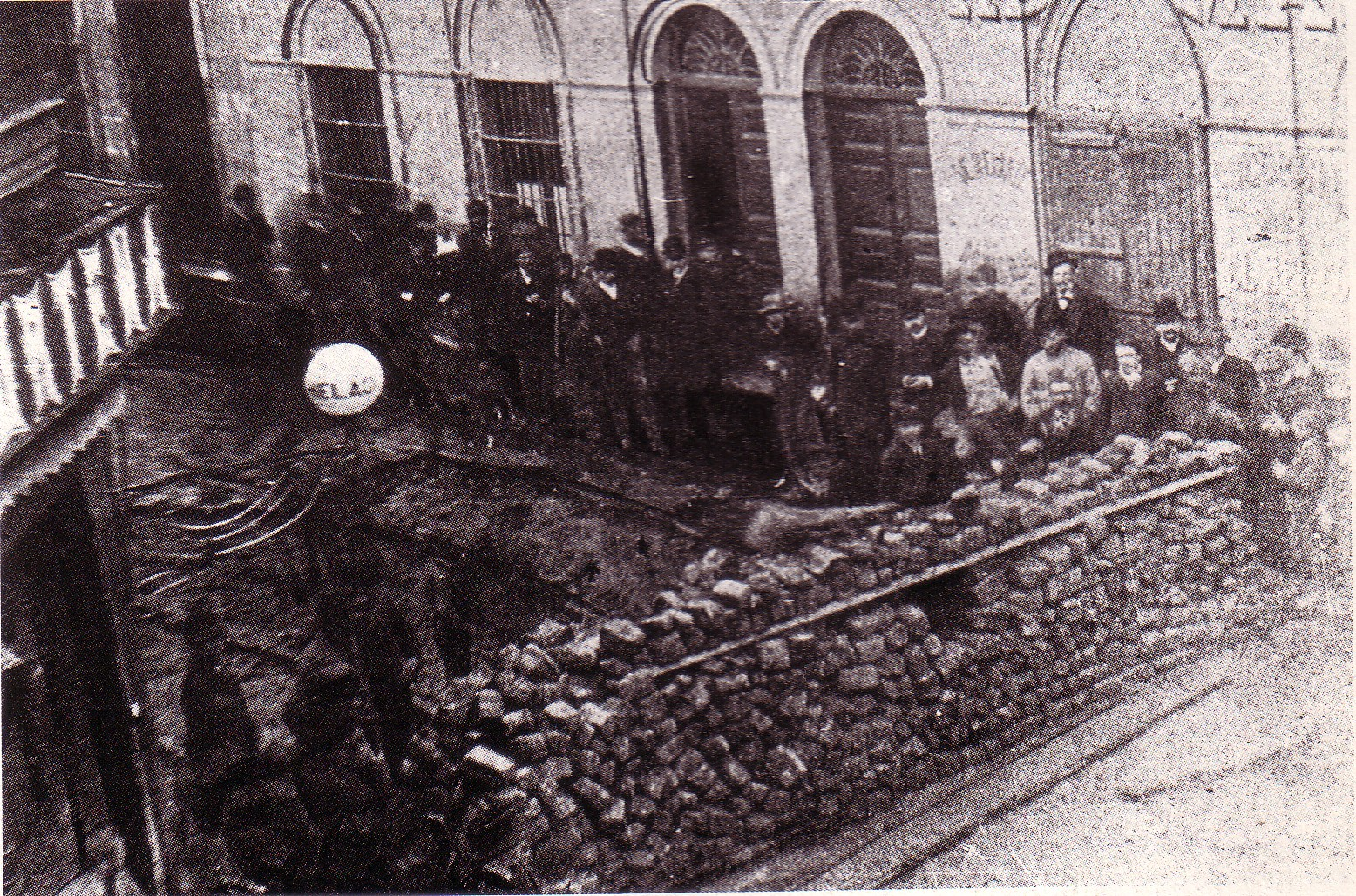
Barricada en Buenos Aires durante la Revolución del Parque.

Tras el inicio de la crisis económica, el dirigente Francisco Barroetaveña inició la formación de la llamada Unión Cívica de la Juventud, en septiembre de 1889, que más tarde se transformaría en la Unión Cívica, cuyos dirigentes más caracterizados serían el expresidente Bartolomé Mitre, Aristóbulo del Valle, Leandro N. Alem, Mariano Demaría, y Bernardo de Irigoyen. Incluso líderes católicos como José Manuel Estrada y Pedro Goyena se unieron a la Unión Cívica.
Hacia 1890 se convocaron numerosas huelgas exigiendo mejoras salariales para mantener el nivel de vida, y la oposición se fortaleció.
Enemistado con Roca, que lo había llamado públicamente "vil y ruin", Juárez Celman se encontraba cada vez más aislado políticamente. El 13 de abril de 1890, el senador Del Valle denunció que estaban circulando emisiones clandestinas de papel moneda a la par de las legales, generando una enorme agitación. Los activistas católicos, la clase popular empobrecida, y los opositores políticos comenzaron a realizar manifestaciones en Buenos Aires y Rosario. Alem, apadrinado por Mitre, convocó a un gran mitin de los miembros de la UC, en el que hablaron Del Valle, Mitre, Estrada, Goyena y Alem, incitando a la rebelión contra un gobierno elegido en las urnas.
Considerando que la posible participación en elecciones no tendría ninguna utilidad al enfrentar la maquinaria política oficialista, se lanzaron a planificar una revolución. La llamada Revolución del Parque, estallada el 26 de julio de 1890, permitió a los líderes rebeldes controlar gran parte de la ciudad de Buenos Aires durante tres días. Pese a la superioridad de las posiciones de los rebeldes, los líderes militares del movimiento desoyeron la exigencia de los líderes civiles, y no tomaron el control del centro de la ciudad. La respuesta del Ejército leal los obligó a capitular el día 29 ante las fuerzas del general Nicolás Levalle. Se habían producido entre 150 y 330 muertos y más de mil heridos.
Juárez Celman había abandonado la capital, obligado por Roca y Carlos Pellegrini, y regresó después del final de la Revolución. Pero, excepto por unos cuantos diputados y ministros leales, no contaba ya con apoyo alguno: Roca y Pellegrini le negaron su apoyo, la prensa continuó fustigándolo, y la situación económica se agravaba cada vez más rápidamente. El día 6 de agosto presentó su renuncia, que le fue aceptada de inmediato por el Congreso, y asumió la presidencia Carlos Pellegrini. Fue así el primer presidente en no completar su mandato después de 29 años, y solo seis presidentes lo consiguieron en el siglo posterior a su presidencia.

### Gabinete ministerial

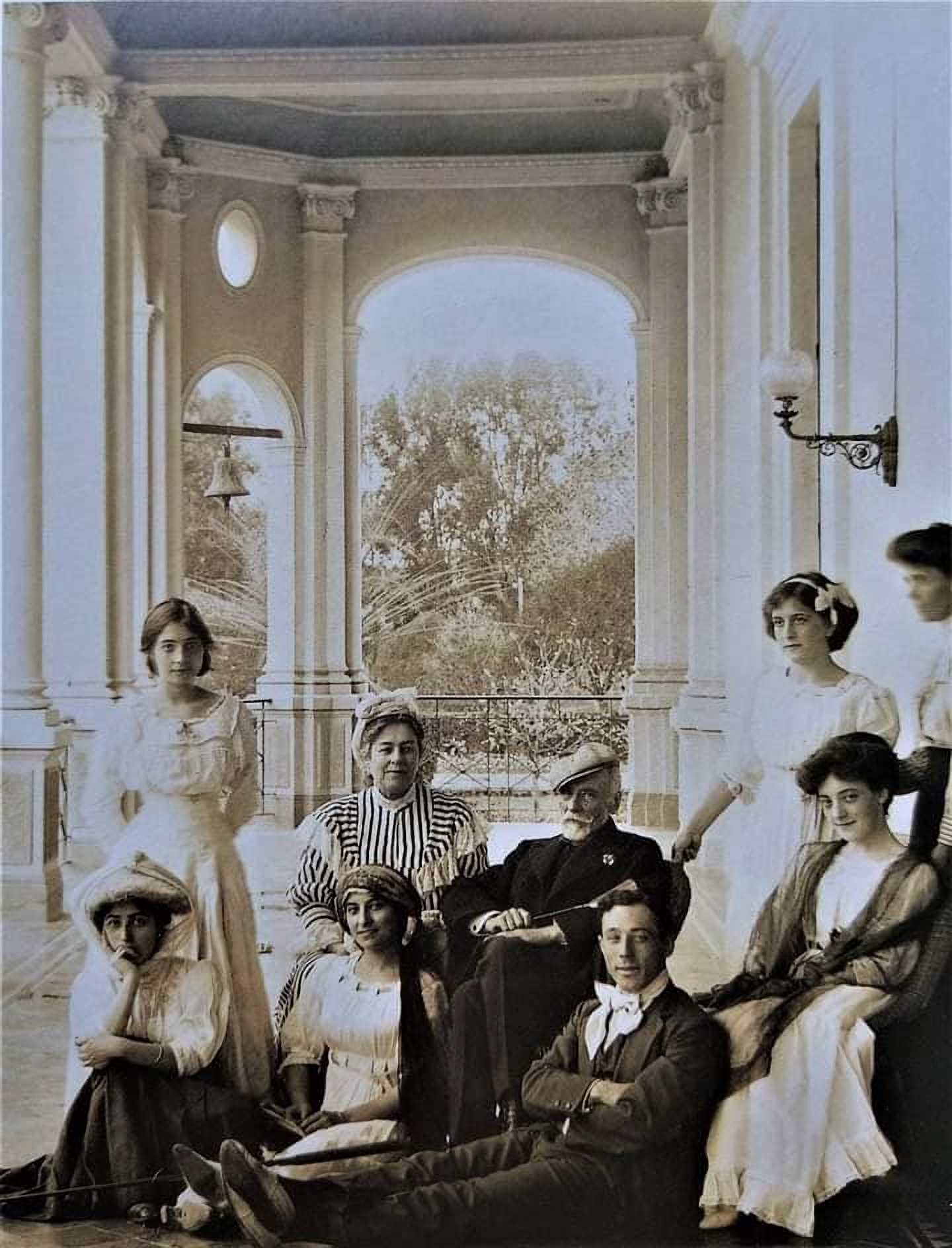
Foto tomada un día antes de fallecer Juárez Celman. En la foto se lo ve acompañado de su esposa Elisa Funes y rodeado de algunos de sus hijos e hijas, además de Josefina Roca, su sobrina. 13 de abril de 1909.

## Sucesión y últimos años

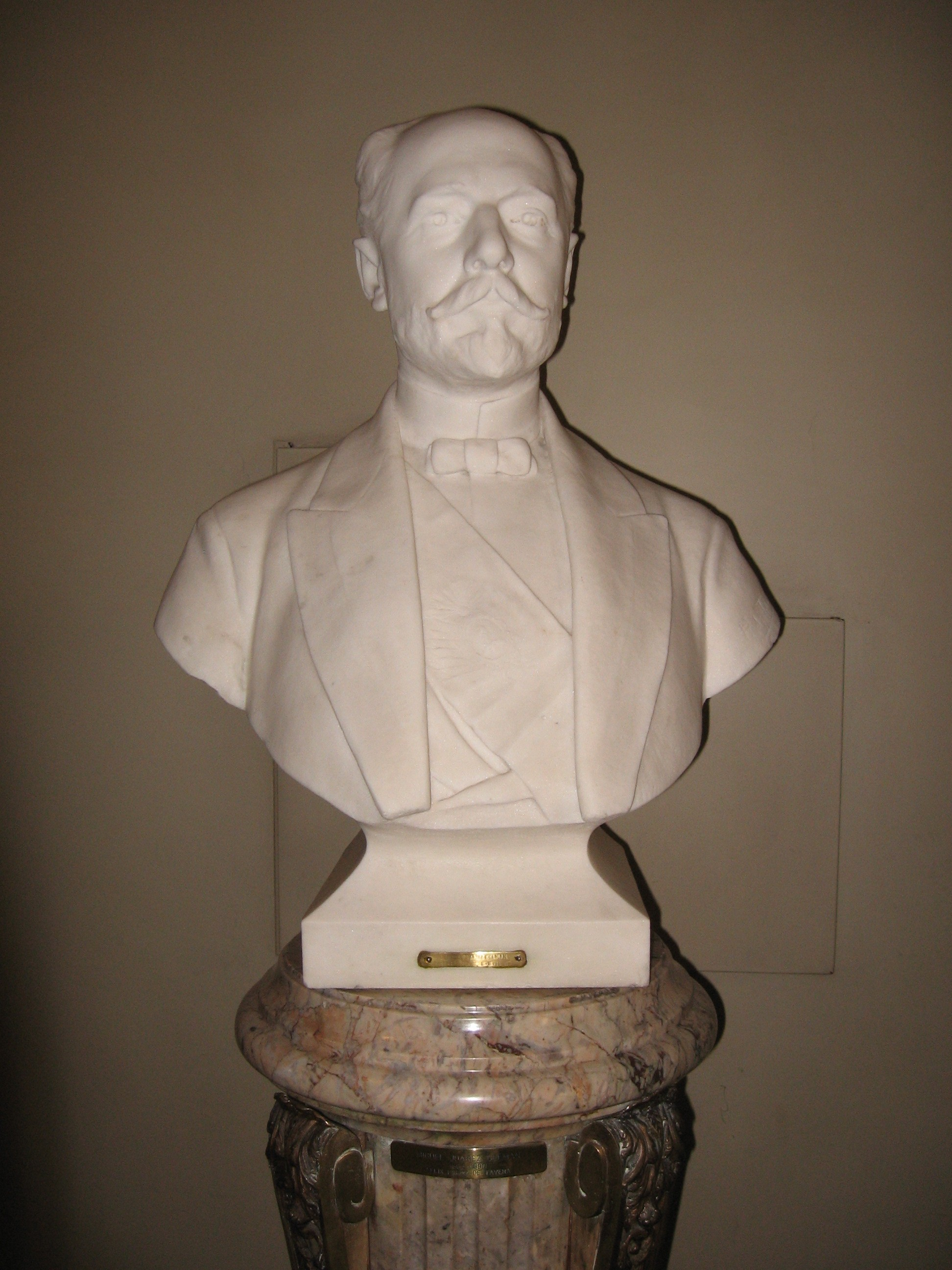
Busto de Juárez Celman en el Salón de los Bustos de la Casa Rosada.

Pellegrini debió afrontar una penosísima situación económica, en que las utilidades de la deuda externa representaban el 60 % del PBI y la mayoría de las casas bancarias habían cerrado sus puertas.
Juárez Celman abandonó la vida política y se retiró a su estancia "La Elisa", en Capitán Sarmiento (Buenos Aires), luego moriría en la localidad de Arrecifes (Buenos Aires)  —sin haberse reconciliado con Roca— el 14 de abril de 1909.
Sus colaboradores también se mantuvieron apartados de la actuación pública hasta la segunda mitad de los años 1910, cuando se incorporaron al grupo dirigente de los presidentes José Figueroa Alcorta y Roque Sáenz Peña.
En contraste con los abundantes homenajes a su antecesor y su sucesor, apenas la pequeña localidad de Estación Juárez Celman y el Departamento Juárez Celman, ambos en la provincia de Córdoba, recuerdan a este gobernador y presidente.
Una calle en Río Ceballos, lo recuerda también y otra en Fisherton, Rosario también, así como en el barrio "Villa Aurora", en Florencio Varela, Provincia de Buenos Aires también cuenta con una calle con su nombre.
Su imagen aparece en el billete de 5000 australes (moneda extinta).